# مسجد سليمان (لندن)
مسجد سليمان (بالإنجليزية: Suleymaniye Mosque)‏ هو مسجد في طريق كينغزلند في لندن، المملكة المتحدة وهو يخدم بشكل رئيسي الجالية التركية في بريطانيا. المسجد ممول من المركز الثقافي الإسلامي التركي البريطاني، وقد بدأ بناؤه عام 1995 وافتتح في أكتوبر/تشرين الأول عام 1999. تبلغ مساحته الكلية 8,000 متر مربع، وقد بني المسجد بأسلوب عثماني، ويتسع لحوالي 3,000 مصلٍ. يحتوي المسجد على قاعة مؤتمرات وقاعة زفاف، وغرف ضيوف، وقاعات دروس، ووسائل خدمة دفن الموتى بالإضافة إلى الإسكان للموظّفين. له أيضا مطعم شعبي، وهو واحد من مراكز لندن الإسلامية الرئيسية. زار الأمير تشارلس المسجد في 2001.